# Johann Siegfried Hufnagel
Johann Siegfried Hufnagel (17 de octubre de 1724, Falkenwalde, distrito de Prenzlau, Brandenburgo – 23 de febrero de 1795, Langenfeld, distrito de Sternberg) fue un párroco luterano, entomólogo, y lepidopterólogo alemán.

## Biografía
Hasta finales del siglo XX no se sabía nada sobre la vida de Hufnagel. Incluso sus primeros nombres permanecieron desconocidos. En 1987, Gerstberger y Stiesy lograron identificarlo con la ayuda del trabajo de Fischer (1941) y descubrieron información biográfica básica.
Hufnagel provenía de una familia de clérigos protestantes. Johann Siegfried probablemente asistió a una de las universidades en el norte u este de Alemania (pero no en Berlín, ya que Berlín no tenía universidad en ese momento). De 1759 a 1767, documentos de direcciones de Berlín menciona a un "Hufnagel" o "Huffnagel" como maestro de ceremonias en la iglesia protestante-luterana cerca del "Grosses Friedrichs-Hospital und Waisenhaus" (Hospital y orfanato) y vivió en el orfanato. Dado que esto es coherente tanto con la progresión profesional de los teólogos jóvenes en ese momento que a menudo trabajaban como profesores antes de su primera cita como con los registros de Fischer, parece seguro suponer que este fue el lepidopterólogo Johann Siegfried Hufnagel.
En 1767, tuvo su primer puesto, en Petersberg (distrito de Oststernberg; hoy Jemiołów, distrito de Swiebodzin, Polonia). Desde 1775 hasta su muerte en 1795, vivió en Langenfeld (distrito de Oststernberg, hoy Długoszyn, distrito de Sulecin, Polonia).

## Logros e impacto
Entre 1765 y 1767, Hufnagel publicó trece artículos sobre Lepidoptera (polillas y mariposas), diez de ellos durante 1766, y todos ellos en la revista "Berlinisches Magazin, oder gesmämmlete" [sic] "Schriften und Nachrichten für die Liebhaber der Arzneywissenschaft. und der angenehmen Wissenschaften überhaupt", una de las revistas científicas que cubren una amplia gama de aspectos en los campos de historia natural y medicina que se fundaron durante el siglo XVIII. Uno de sus artículos estaba dedicado a plagas agrícolas, cuatro contenían descripciones de especies individuales tratadas con cierto detalle y acompañadas de ilustraciones. Los otros ocho artículos formaron un tratamiento en forma tabular de los Lepidoptera más grandes (principalmente los llamados Macrolepidoptera) del área de Berlín que estaban representados en la colección de Hufnagel.
Los autores posteriores se referían a menudo a esta serie de artículos como "Die Tabellen" (Las tablas). Debido a esta forma de presentación, las descripciones de nuevas especies son muy breves. Otro impedimento es la falta de una terminología de Hufnagel para los elementos del patrón de ala de los lepidópteros, lo que hace que sus descripciones sean difíciles de interpretar incluso para los hablantes nativos de alemán. Por ejemplo, el diagnóstico de Phalaena grisea es el siguiente:  Die Graumotte. Ganz gelblichgrau mit vielen zerstreuten grauen und braunen Flecken [Polilla Gris: gris muy amarillento con muchas manchas grises y marrones dispersas.]
A mediados de la década de 1770, Hufnagel se había familiarizado con Freiherr S. A. von Rottemburg que vivió en Klemzig cerca de Züllichau (entonces Neumark, hoy Polonia). Hufnagel le entregó su colección junto con explicaciones detalladas sobre sus publicaciones. Entre 1775 y 1776, Rottemburg publicó una serie de artículos sobre la colección Hufnagel, redefiniendo, en detalle, muchas especies. Es principalmente debido a este trabajo, que la mayoría de los taxones de Hufnagel pueden ser identificados. Lamentablemente, en ese momento se perdieron varias especies de la colección y, en algunos casos, parece haber una mezcla de especímenes, por lo que no se resuelven todos los problemas de identificación. Aunque muchos de los nombres de Hufnagel tenían prioridad, la mayoría de los autores de principios del siglo XIX preferían ignorarlos o considerarlos dudosos. No fue hasta 1844 cuando Philipp Christoph Zeller publicó un análisis del trabajo de Hufnagel identificando muchas especies, y los nombres se dieron a conocer a un círculo más amplio de lepidópteros y finalmente comenzaron a ganar aceptación.
El destino de la colección Hufnagel es desconocido. Ya sea que se haya devuelto a Hufnagel o se haya mantenido en poder de Rottemburg o de su familia, nunca se oyó hablar de él y es muy probable que desapareciera poco después de la muerte de Rottemburg.
En el estado actual de la nomenclatura, 87 de los taxones de  Hufnagel se utilizan como nombres válidos para las especies de Lepidoptera.

## Obra

### Algunas publicaciones
- Hufnagel, J. S. [as H==n==l] (1765): Beschreibung einer seltenen, bisher unbekannten Raupe, und der daraus entstehenden Phaläne. – Berlinisches Magazin, 1(6): 648-654, 1 pl.

- Hufnagel, J. S. (1766a): Tabelle von den Tagevögeln der hiesigen Gegend, worauf denen Liebhabern der Insekten Beschaffenheit, Zeit, Ort und andere Umstände der Raupen und der daraus entstehenden Schmetterlinge bestimmt werden. – Berlinisches Magazin, 2(1): 54-90.

- Hufnagel, J. S. (1766b): Natürliche Geschichte des Changeant oder Schielervogels mit seinen Verwandlungen. – Berlinisches Magazin, 2(2): 111-131, 1 pl.

- Hufnagel, J. S. [as H—l] (1766c): Zwote Tabelle worinnen die Abendvögel (Sphinges Linnaei) angezeigt, und denen vornehmsten Umständen nach beschrieben werden. – Berlinisches Magazin, 2(2): 174-195.

- Hufnagel, J. S. [author not stated] (1766d): Dritte Tabelle von den Nachtvögeln. – Berlinisches Magazin, 2(4): 391-437.

- Hufnagel, J. S. [as H===l] (1766e): Gedanken über die Mittel, die schädlichen Raupen zu vertilgen. – Berlinisches Magazin, 3(1): 3-19.

- Hufnagel, J. S. [author not stated] (1766f): Vierte Tabelle von den Insekten, oder Fortsetzung der Tabelle von den Nachtvögeln hiesiger Gegend, welche die Zwote Klasse derselben, nemlich die Nachteulen (Noctuas [sic]) in sich begreift. – Berlinisches Magazin, 3(2): 202-215.

- Hufnagel, J. S. [author not stated] (1766g): Fortsetzung der vierten Tabelle von den Insecten, besonders von denen so genannten Nachteulen als der zwoten Klasse der Nachtvögel hiesiger Gegend. – Berlinisches Magazin, 3(3): 279-309.

- Hufnagel, J. S. (1766h): Zwote Fortsetzung der vierten Tabelle von den Insecten, besonders von denen so genannten Nachteulen als der zwoten Klasse der Nachtvögel hiesiger Gegend. – Berlinisches Magazin, 3(4): 393-426.

- [Hufnagel, J. S.] (1766i): Beschreibung einer sehr bunten Raupe auf den Eichen, und der daraus entstehenden Phaläne Phalaena aprilina minor. – Berlinisches Magazin, 3(6): 555-559, 1 pl.

- Hufnagel, J. S. [as "H---l"] (1766k): Beschreibung einer seltenen und besonders schönen Phaläne. (Phalaena pyritoides.). – Berlinisches Magazin, 3(6): 560-562.

- Hufnagel, J. S. (1767a): Fortsetzung der Tabelle von den Nachtvögeln, welche die 3te Art derselben, nehmlich die Spannenmesser (Phalaenas Geometras [sic] Linnaei) enthält. – Berlinisches Magazin, 4(5): 504-527.

- Hufnagel, J. S. (1767b): III. Fortsetzung der Tabelle von den Nachtvögeln, welche die 3te Art derselben, nehmlich die Spannenmesser (Phalaenas Geometras [sic] Linnaei) enthält. – Berlinisches Magazin, 4(6): 599-626.

## Abreviatura (zoología)
La abreviatura Hufnagel  se emplea para indicar a Johann Siegfried Hufnagel como autoridad en la descripción y taxonomía en zoología.